# 嘎黑勒庙
嘎黑勒庙，位于内蒙古自治区锡林郭勒盟东乌珠穆沁旗道特淖尔镇，是一座藏传佛教格鲁派寺院。

## 简介
嘎黑勒庙始建于1761年。
2010年左右，东乌珠穆沁旗现存召庙4处，分别为喇嘛库伦、宝拉格庙、新庙、嘎黑勒庙。这四座召庙在文化大革命中均遭严重的破坏，有的原有建筑全部被毁。除宝拉格庙为2009年重建外，其他三座庙均在1980年代初恢复佛事活动，并在原址上新建了经堂与佛殿，有的采用现代技术与原有架构相结合，有的直接采用现代建筑手法，利用框架架构使经堂与佛殿显得高大。
嘎黑勒庙大殿平面呈方形，有都纲法式，无耳房，经堂与佛殿共设。